# Szöllősi Zsigmond (jogász)
Szöllősi Zsigmond (Arad, 1875. március 4. – ?) bánsági magyar ügyvéd, publicista.

## Életútja, munkássága
Már az első világháború előtt az aradi társadalmi és kulturális élet jeles személyisége volt. Alelnöke a Társadalomtudományi Társaság aradi fiókjának, 1928-ig alelnöke a Kölcsey Egyesületnek. Jelentős szerepe volt abban, hogy az egyesületnek sikerült visszanyernie az impériumváltáskor felfüggesztett jogi személyiségét. Az aradi Kereskedelmi Kamara titkáraként közgazdasági előadássorozatot tartott Aradon és Temesváron.
Több aradi napilapnak volt állandó munkatársa. Írásait az Arad és Vidéke, Aradi Közlöny, Függetlenség, az első világháborút követően elsősorban az Erdélyi Hírlap közölte. Az Aradon megjelent, Franyó Zoltán szerkesztette Geniusba recenziókat írt Berde Mária, Kuprin, Maupassant könyveiről.